# Fort Hamilton Parkway (linea BMT West End)
Fort Hamilton Parkway è una fermata della metropolitana di New York situata sulla linea BMT West End. Nel 2019 è stata utilizzata da 1 207 971 passeggeri. È servita dalla linea D, attiva 24 ore su 24.

## Storia
La stazione fu aperta il 24 giugno 1916. Venne ristrutturata nel 2012.

## Strutture e impianti
La stazione è posta su un viadotto al di sopra di New Utrecht Avenue, ha tre binari e due banchine laterali. Dispone di due mezzanini, posizionati sotto il piano binari, che ospitano ciascuno le scale per accedere alle banchine, i tornelli e due scale per il piano stradale. Quelle del mezzanino nord portano all'incrocio con 43rd Street, mentre quelle del mezzanino sud all'incrocio con 45th Street.